# 개쑥갓
개쑥갓(Senecio vulgaris)은 국화과에 딸린 한해살이풀길가나 빈터에서 흔하게 자란다. 유럽 원산의 귀화식물이며, 거의 1년 내내 꽃이 핀다.
줄기는 곧게 서거나 비스듬히 눕기도 하며 높이는 10-40cm이다. 잎은 어긋나고 불규칙하게 우상(羽狀)으로 갈라지며, 그 조각은 부드럽고 털이 없거나 약간 있고 불규칙한 톱니가 있다. 밑쪽의 잎은 잎자루가 있고 위쪽의 잎은 길이3-5 cm, 나비 1-2.5cm로 잎자루가 없으며 밑쪽이 다소 줄기를 감싼다. 노란색 꽃이 봄부터 가을까지 피고, 두화는 줄기와 가지 끝에 산방상으로 달리며 보통 통 모양이지만 때로는 혀 모양의 꽃도 있다. 화관은 5개로 갈라지고 암술머리에 젖꼭지 모양의 돌기가 있다. 씨방에는 털이 약간 있고 수과는 원기둥 모양으로 약간 백색이며 관모는 백색이다

## 사진

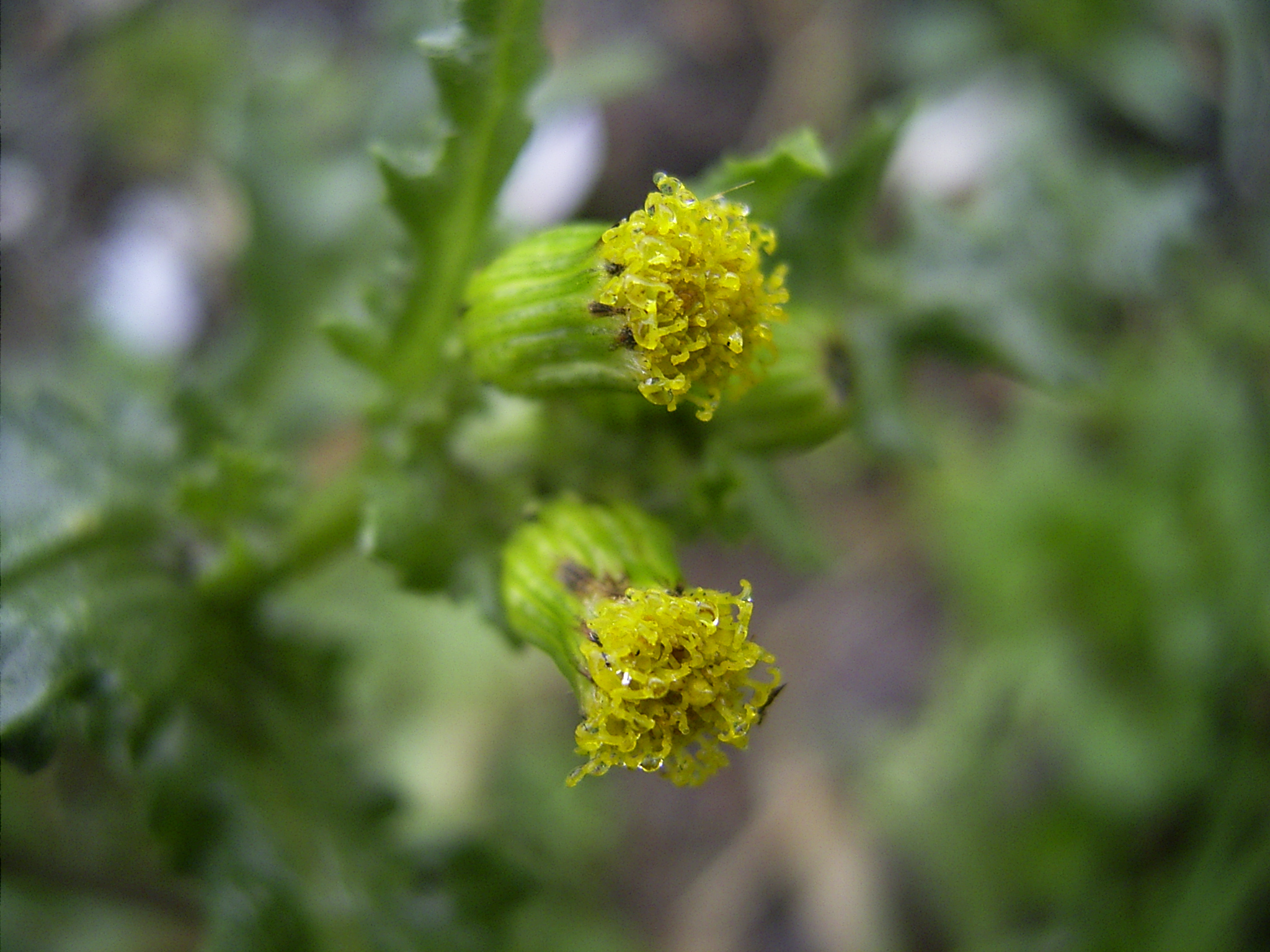
꽃
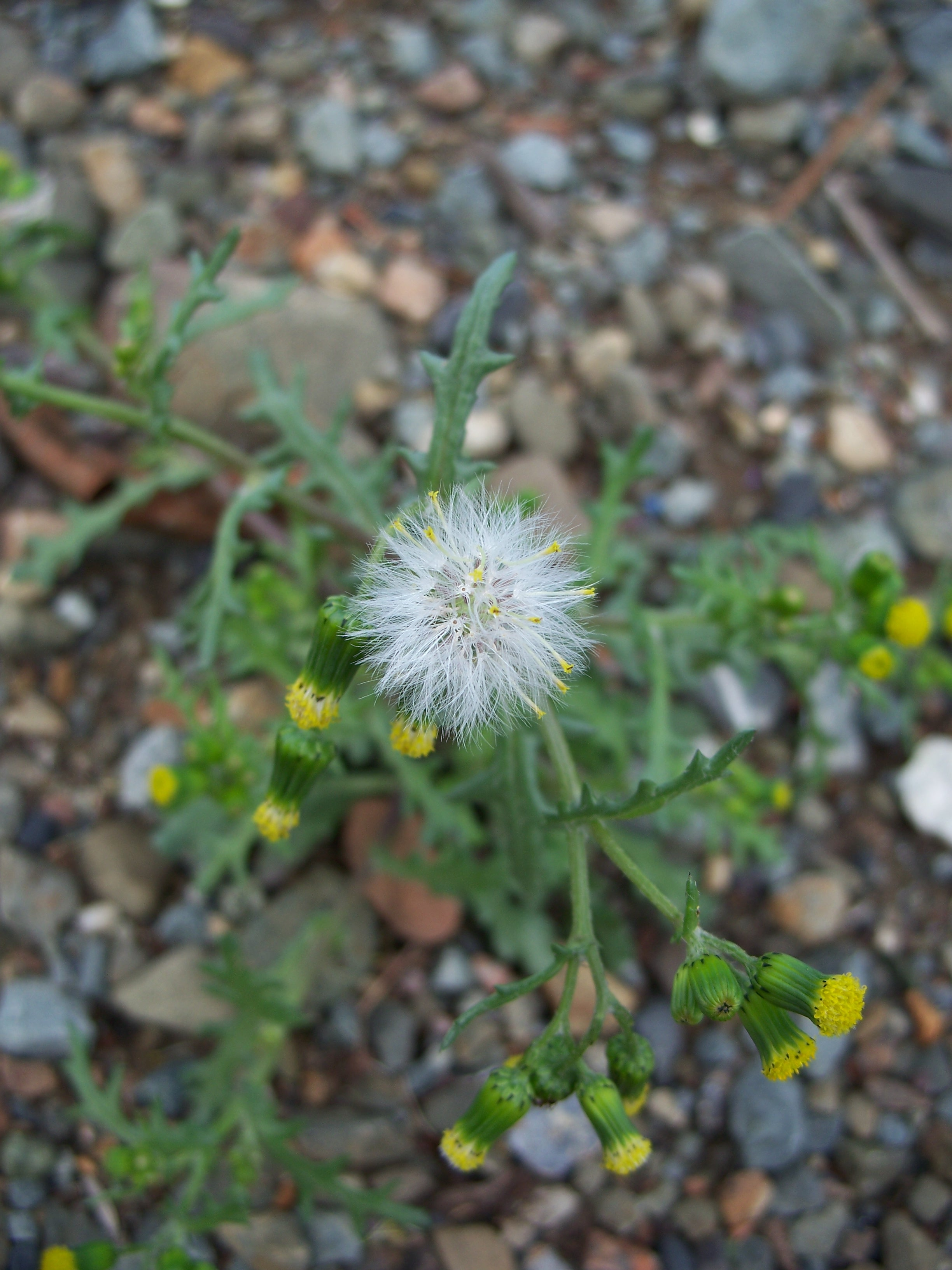
관모
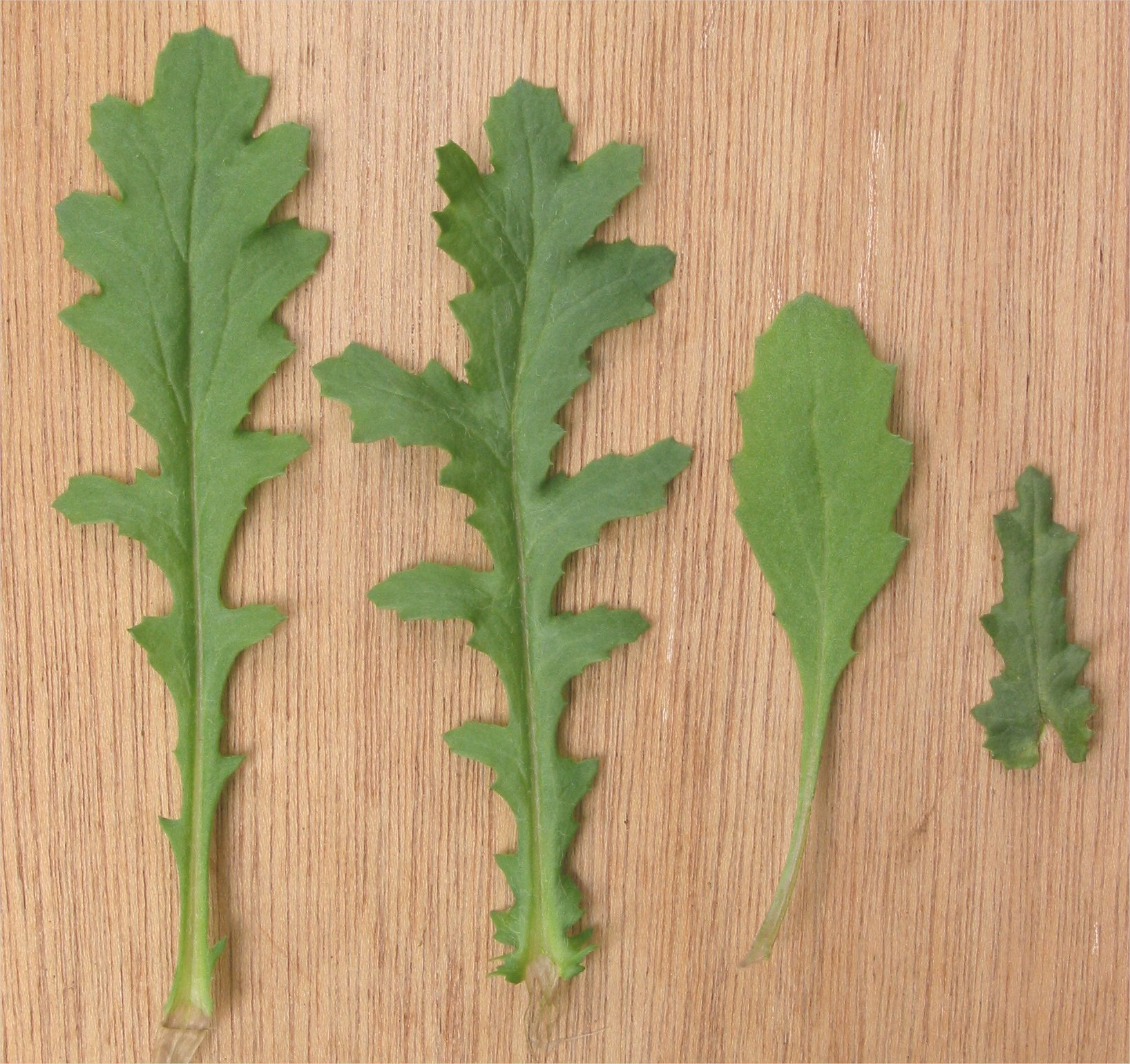
잎

## 같이 보기
- 치커리족

## 참고 문헌
- 이 문서에는 다음커뮤니케이션(현 카카오)에서 GFDL 또는 CC-SA 라이선스로 배포한 글로벌 세계대백과사전의 내용을 기초로 작성된 글이 포함되어 있습니다.